# Dobwalls and Trewidland
Dobwalls and Trewidland var en civil parish i distriktet Cornwall, i Storbritannien. Det ligger i grevskapet Cornwall och riksdelen England, i den södra delen av landet, 300 km väster om huvudstaden London. Civil parish Dobwalls and Trewidland namnändrades 1 april 2021 till Dobwalls i samband med gränsjusteringar. Civil parish hade 2 068 invånare år 2011.